# گرگ بیلینگتون
گرگ بیلینگتون (انگلیسی: Greg Billington؛ زادهٔ ۳۰ مهٔ ۱۹۸۹) ورزشکار ورزش سه‌گانه و از برندگان مدال طلا پارالمپیک اهل ایالات متحده آمریکا است.

## جوایز و افتخارات
وی در مسابقات کشوری و بین‌المللی در مجموع برندهٔ ۱ مدال طلا شده است.